# Individualsport
Unter dem Begriff Individualsport werden Sportarten zusammengefasst, die überwiegend auf den Leistungen eines Individuums basieren und nicht primär in Mannschaften organisiert sind. Hierzu zählen z. B. Leichtathletik, Schwimmen, Kampfsport, Tennis, Turnen oder Sportschießen. 
Das Gegenteil von Individualsport bezeichnet man als Mannschaftssport.

## Individualsport in der Corona-Krise
Während der Coronapandemie ab 2020 gab es in den einzelnen deutschen Bundesländern verschiedene Auslegungen von Individualsport mit entsprechend verschiedenen Hygienemaßnahmen.